# Boophis andreonei
Boophis andreonei Glaw & Vences, 1994 è una rana della famiglia Mantellidae, endemica del Madagascar.
L'epiteto specifico è un omaggio all'erpetologo italiano Franco Andreone.

## Distribuzione e habitat
Questa specie è diffusa in una ristretta area del Madagascar nord-occidentale, tra Benavony e Manongarivo, nei pressi del fiume Sambirano, dai 200 ai 700 m s.l.m.

## Conservazione
La IUCN red list classifica Boophis andreonei come specie vulnerabile.
Parte del suo areale ricade all'interno della Riserva speciale di Manongarivo.